# Statussymbol

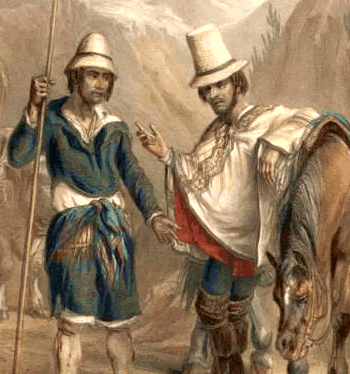
Social status är ofta starkt förknippat med kläder och tillhörigheter. Jämför hur förmannen avbildas med häst och hög hatt, och hur jordbrukaren (inquilino) avbildas i denna bild från 1800-talets Chile.

En statussymbol är ett synligt, yttre tecken eller objekt som upplevs som en indikator på en persons ekonomiska eller sociala status. Statussymbol är också en sociologisk term inom symbolisk interaktionism, vilket är studiet av hur individer och grupper interagerar och tolkar olika kulturella symboler. Även om det i alla tider har förekommit statussymboler så dyker ordet på svenska först upp i början av 1960-talet. Precis som med andra symboler varierar statussymboler över tid och geografiskt område. Statussymboler kan gälla för hela samhällen eller för mindre grupper, som subkulturer. Ofta fungerar lyxvaror som statussymboler, men vad som definieras som exklusivt eller eftersträvansvärt att visa upp är inte oföränderligt – och inte enbart fysiska objekt fungerar som statussymboler. Statussymboler kan uppfattas som ett uttryck för skryt.